# Задьва
За́дьва (венг. Zagyva) — река в Венгрии, правый приток Тисы. Длина составляет 179,4 км, площадь бассейна — 5677 км². Средний расход воды около Ястелека в 2000 году равнялся 9,6 м³/с.
Протекает в исторической области Ясшаг. Исток реки находится на склоне горы Медвеш неподалёку от города Шальготарьян в медье Ноград. На реке расположены города Батоньтеренье, Пасто и Ясберень. Задьва впадает в Тису в черте города Сольнока.